# Colonia (Yap)

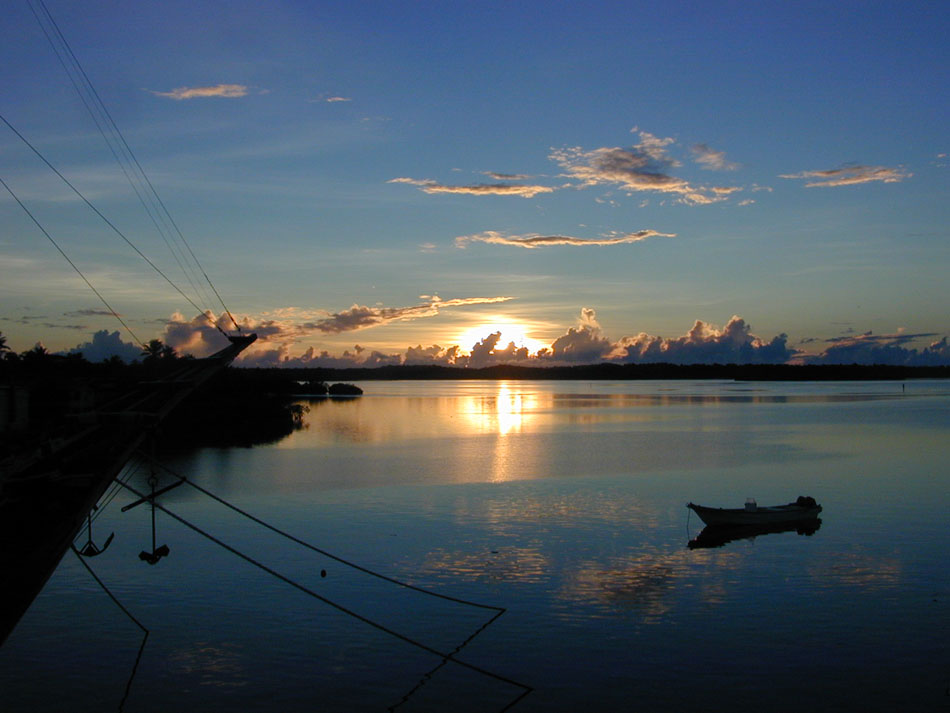
Posta de sol a Colonia, Yap

Colonia és la capital administrativa de l'estat de Yap, un dels que integren els Estats Federats de Micronèsia. Administra a més a més uns 130 atols ubicats cap a l'est i el sud en una distància de 800 km. La seva població era, el 2003, de 6.300 habitants, distribuïts a Colonia i a d'altres deu municipis. A Colonia hi ha diversos hotels i un port. No s'ha de confondre Colonia amb Kolonia, capital de Pohnpei.